# Río Dulce
Pour les articles homonymes, voir Rio Dulce.
Le río Dulce ou río Salí est une importante rivière du centre-nord de l'Argentine, tributaire principal du bassin endoréique du grand lac appelé Mar Chiquita.

## Géographie
Il naît sous le nom de río Tala en un endroit situé vers les 25° 59′ 08″ S, 65° 35′ 01″ O, sur les flancs boisés orientaux des Cumbres de Santa Barbara, petite chaîne montagneuse qui prolonge les Monts Calchaquís vers le nord, à la limite entre les provinces de Salta au nord et de province de Tucumán au sud. Dans un premier temps ce cours d'eau constitue la frontière  sud de la province de Salta, puis il s'oriente vers le sud, pénètre dans la province de Tucumán et mêle ses eaux au río La Candelaria venu du nord-est.

### Cours supérieur
À partir de ce confluent, il coule vers le sud et porte le nom de río Salí. Il parcourt la province de Tucumán en son milieu et accroît fortement son débit grâce à de nombreux affluents qu'il reçoit sur sa droite (donc venant de l'ouest), et qui drainent les versants orientaux des sommets Calchaquís ainsi que la Sierra del Aconquija. Parmi ces affluents, on peut citer, du nord au sud, les ríos Choromoros, Vipos, Lules, Balderrama, Gastona, Chico, et Marapa.
Il traverse l'agglomération de San Miguel de Tucumán. Au nord de la province de Tucumán, ses eaux forment le lac du barrage de El Cadillal, tandis qu'au sud-est de cette province, dans la zone limitrophe de celle de Santiago del Estero - zone où on l'appelle río Hondo - il forme un très grand lac de barrage, celui de río Hondo.

### Cours moyen
Une fois entré en territoire de la province de Santiago del Estero, il reçoit le nom par lequel il est le mieux connu, c’est-à-dire río Dulce (ou en dialecte quechua 
de Santiago: Mishqui Mayu: mishki = doux, mayu = rivière ou río). Il parcourt la province suivant une diagonale nord-ouest / sud-est et passe par l'agglomération urbaine que forment les villes de Santiago del Estero et La Banda. Il est alors en pleine Région du Chaco et forme de nombreuses zones humides ("esteros"), dont quelques-unes ont été inondées artificiellement par des retenues comme celle de Los Quiroga. Après être passé par la capitale provinciale, il se divise en deux bras, le plus méridional parcourt les franges septentrionales des Salinas de Ambargasta où ses eaux deviennent salées ce qui lui vaut le nom de Saladillo. Ce dernier rejoint à nouveau le bras principal aux environs de Los Telares.

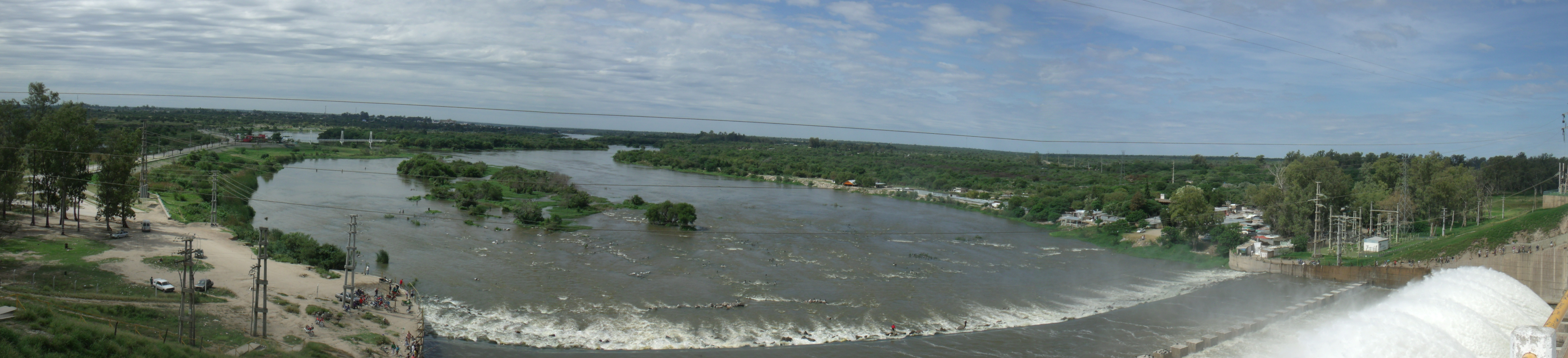
Vue panoramique du río Dulce depuis le barrage de Río Hondo.

### Cours inférieur
Son cours inférieur commence à son entrée en province de Córdoba où il reçoit le nom de río Petri. Il y forme de grands marécages ou « bañados », immédiatement avant de se jeter dans le grand lac salé de la Mar Chiquita. Il a ainsi parcouru 812 kilomètres.

## Affluents

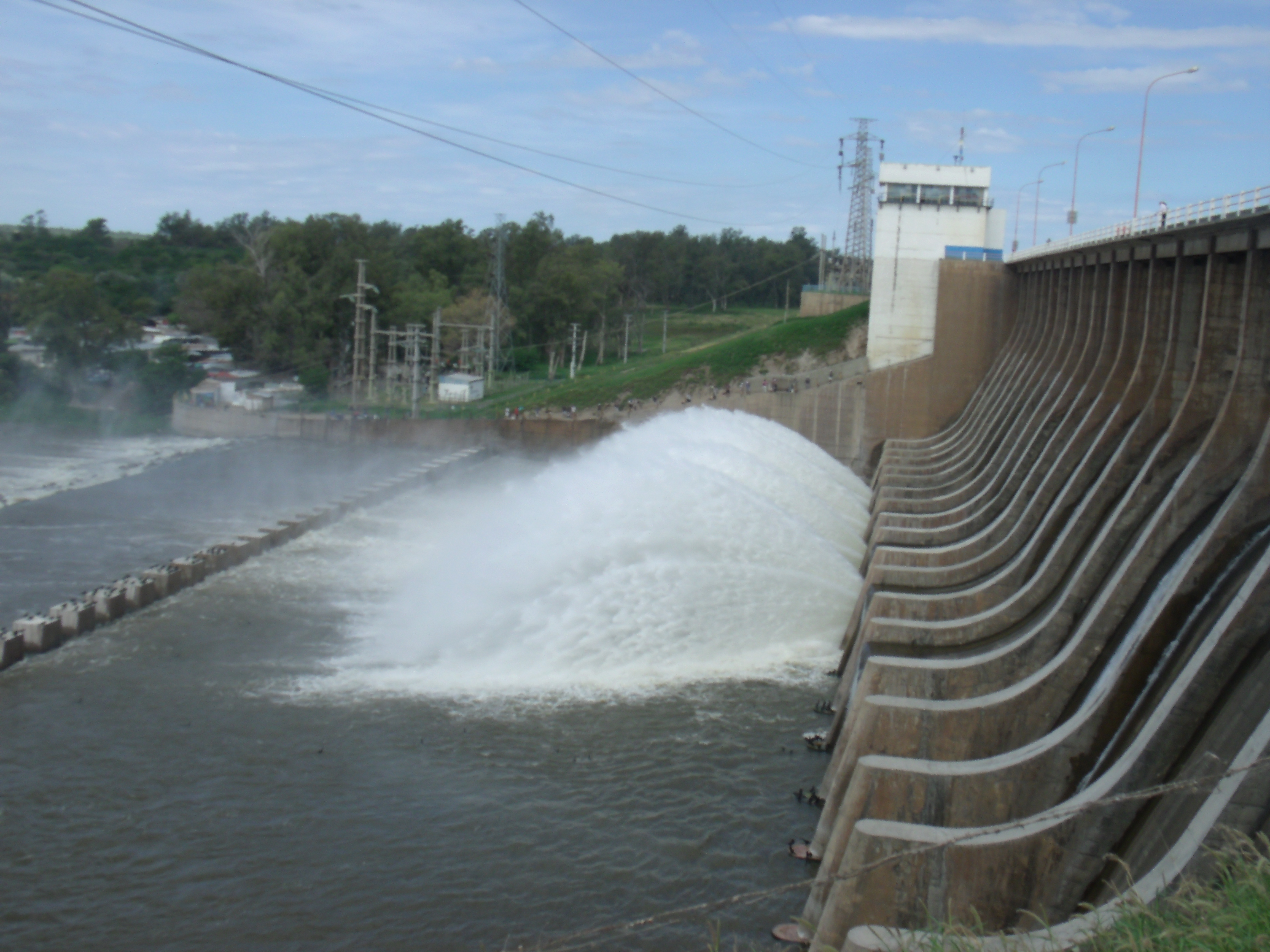
Vue du barrage de Río Hondo prise depuis le côté nord.

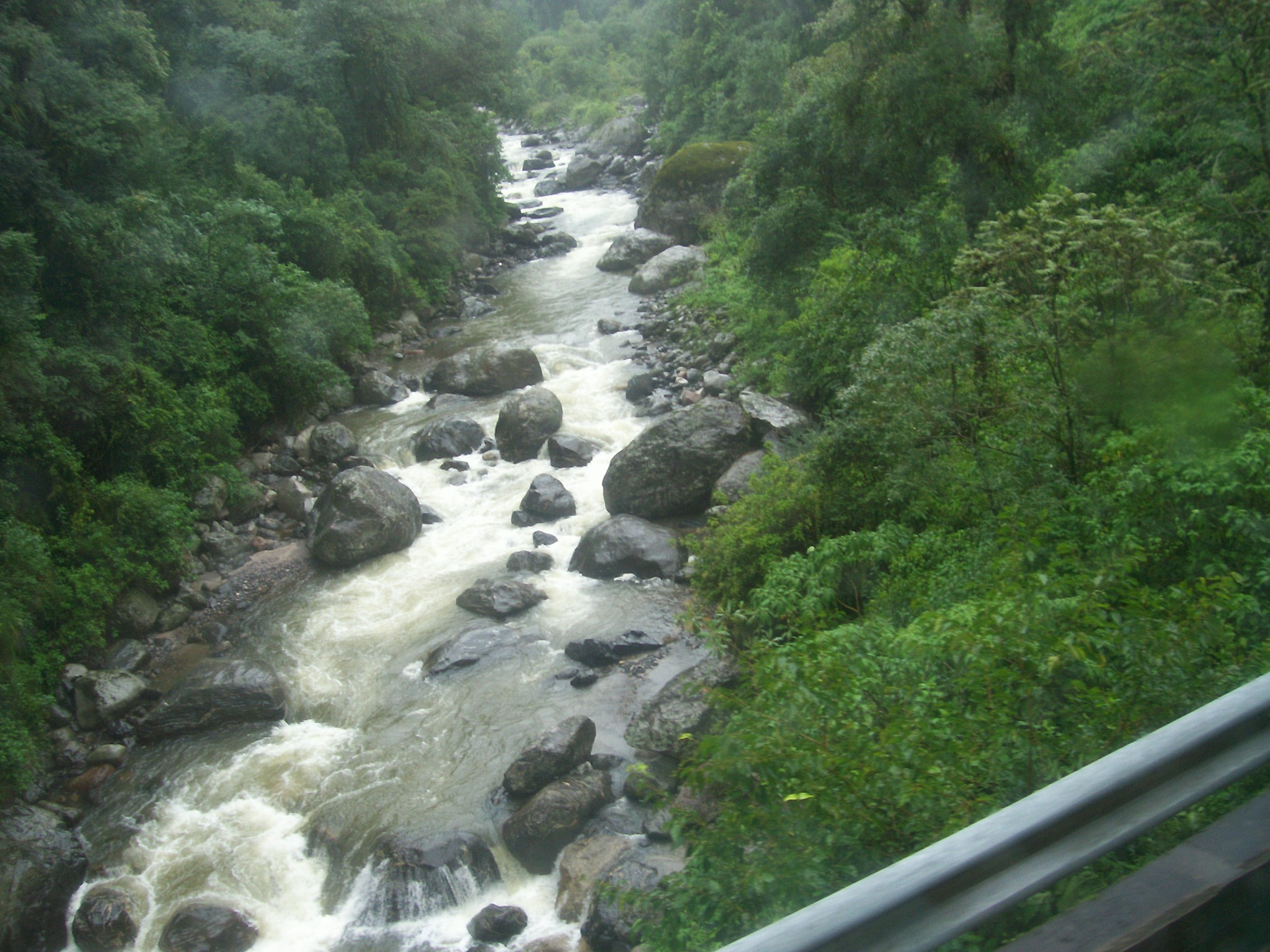
Río de Los Sosa dans la Quebrada de Los Sosa - affluent important du río Balderrama.

- río Tala (rive droite)
- río La Candelaria (rive gauche)
- río Acequiones (rive droite)
  - río Chulca (rive gauche)
  - río Tacanas (rive droite)
- río Choromoro (rive droite)
- río Vipos (rive droite)
- río Calera (rive gauche)
- río Lules (rive droite)
- río Balderrama (rive droite)
  - río de Los Sosa (rive gauche)
- río Gastona (rive droite)
  - río Solco
- río Seco (rive droite)
- río Chico (rive droite)
  - río Medina (rive gauche) 
    - río Cochuna (rive gauche)
    - río Las Cañas (rive droite)

  - río Matazambi (rive droite)
- río Marapa (rive droite)
  - río San Francisco (rive droite)

## Barrages et retenues
- Barrage El Calilal
- Barrage de Río Hondo

## Les débits

### Les débits mensuels à la station du barrage de Río Hondo
Le débit de la rivière a été observé pendant 55 ans (1926-1980) au barrage de Río Hondo, dans la province de Santiago del Estero, situé à 638 kilomètres de l'embouchure de la rivière dans la Mar Chiquita. 
À Río Hondo, le débit annuel moyen ou module observé sur cette période a été de 94 m3/s pour un bassin versant de 20 200 km2.
La lame d'eau écoulée dans l'ensemble du bassin atteint ainsi le chiffre de 147 millimètres par an.

### Importantes variations de débit
Le río Dulce est, bien plus qu'il n'y parait au vu de ce graphique, un cours d'eau parmi les plus irréguliers d'Argentine. Sur cette durée de 55 ans, le débit minimum observé a été de 0 m3/s, tandis que le débit maximal se montait à 1 999 m3/s.
Les précipitations dans les régions drainées par le río Dulce sont en fait très variables. Donc le débit de la rivière l'est tout autant.
Ainsi les débits moyens, relevés à Los Quiroga en amont de Santiago del Estero, à près de 400 kilomètres de son embouchure dans la Mar Chiquita, étaient les suivants :
- Période de 10 ans 1977-1986 : 146 m3/s
- Période précédente de 9 ans 1968-1976 : 50 m3/s.

Mais comme Río Hondo, Los Quiroga est très éloignée de la Mar Chiquita, et la rivière perd beaucoup de volume tout au long de son trajet, soit par infiltration dans le sous-sol, alimentant ainsi l'aquifère Guarani, soit dans des marais par évaporation (intense en ces régions), soit encore à cause de l'utilisation par l'homme.
Au total ces deux dernières décennies (1985-2005) le débit moyen de la rivière à son embouchure serait de plus de 100 mètres cubes par seconde, l'Argentine étant entrée depuis 1983 dans un cycle humide de plus ou moins cinquante ans.